# 3. Totenkopf SS-páncéloshadosztály

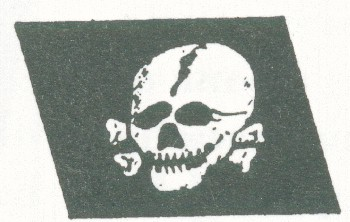
A halálfej az egység jelképe volt

A 3. Totenkopf SS-páncéloshadosztály (magyar jelentése: halálfejes véderő) a Waffen-SS egysége volt. A többi SS hadosztállyal együtt különlegesen kiképzett és elsősorban önkéntesekből álló haderő volt a második világháborúban. A hadosztály legénységét 1939 októberében az SS-Totenkopfverbände tagjaiból, a koncentrációs táborok őrszemélyzetéből állították össze. Első parancsnoka és létrehozója Theodor Eicke volt.

## Története
Az alakulat részt vett a nyugati offenzívában, harcolt Belgium és Franciaország területén, ahol a hadjárat során „ellentmondásos" hírnevet szerzett magának. A Barbarossa hadművelet során az Északi Hadseregcsoportba lett beosztva és hamarosan már Litvánia területén harcolt, majd elérte a Sztálin-vonalat, Leningrád felé törve. 1941 telén a Munkás-paraszt Vörös Hadsereg északi szektora különösen megerősödött, s heves ütközeteket indított a szektorban rekedt SS egységek irányában. Ezután az alakulat hadcsoporttá lett átminősítve, Kampfgruppe Eicke (Eicke-hadosztály) néven. 1942 októberéig az egység itt szolgált, majd Franciaországba küldték őket feltöltésre.  
A Totenkopf SS-hadosztály 1943 februárjában lépett újra színre, de új néven: 3. SS Páncélgránátos Hadosztályként. Ekkor a Harkov körüli harcokban vetették be őket, ahol súlyos veszteségek érték őket. Itt lőtte le Theodor Eicke SS Obergruppenführer gépét 1943. február 26-án a szovjet légvédelem. Halálát követően Hitler 1943. március 1-jei beszédében méltatta Eicke érdemeit, és bejelentette, hogy a Totenkopf 3. páncélgránátos ezred a tiszteletére a Theodor Eicke nevet fogja viselni. Az SS nagy gonddal új parancsnokot választott Hermann Priess SS Obergruppenführer személyében. Az egység azonban 1943 végére harcértékének jelentős részét elveszítette. 
Feltöltését követően 1944-ben ismét részt vettek a Dnyeper vidékén folytatott harcokban, ám az elszenvedett veszteségeknek köszönhetően áprilisban már nem számított teljes értékű hadosztálynak. Májusban tovább harcoltak a 4. Páncéloshadsereg alárendeltségében Lengyelországban. A Totenkopf végezetül Magyarországon vívta utolsó csatáit. Az egység maradékai Budapest ostromának végjátékaként megkísérelték áttörni a város körül húzódó szovjet ostromgyűrűt. Keveseknek sikerült átjutni, és a Totenkopf SS a továbbiakban már nem jelentett igazi harcértéket.